# Marc Worden
David Marc Worden (* 5. Juni 1976 in Toronto, Ontario) ist ein kanadischer Filmschauspieler und Moderator.

## Leben
Über Marc Wordens Privatleben weiß man lediglich, dass seine Mutter Susan heißt und sein Vater David bereits früh verstorben ist. Sein älterer Bruder Grant ist Absolvent der Yale University. Worden begann seine Karriere im Alter von zehn Jahren als Schauspieler bei lokalen Fernsehanstalten, ehe er 1990 in die USA zog, um hier bei Disney zu arbeiten. Heute lebt Worden in Los Angeles, ist seit dem 12. April 2002 verheiratet und hat mit seiner Frau Marilisa einen Sohn.

## Filmografie (Auswahl)

### Fernsehserien
- Das Mädchen aus der Stadt
- Katts & Dog
- Star Trek: Deep Space Nine
- Nash Bridges
- Six Feet Under
- Stargate – Kommando SG-1
- Star Trek: Enterprise

### Moderator
- Mickey Mouse Club (Staffeln 3–7)

### Spielfilme
- 1999: Pirates of Silicon Valley (mit: Noah Wyle; Regie: Martyn Burke)
- 2004: 10.5 – Die Erde bebt

## Auszeichnungen
Worden war 1993 für seine Tätigkeit als Moderator des „Mickey Mouse Club“ zusammen mit 18 anderen Jungstars für den Young Artist Award nominiert.